# Moregem
Moregem är en ort i Belgien.   Den ligger i provinsen Östflandern och regionen Flandern, i den västra delen av landet, 60 km väster om huvudstaden Bryssel. Moregem ligger 27 meter över havet och antalet invånare är 435.
Terrängen runt Moregem är platt. Runt Moregem är det tätbefolkat, med 411 invånare per kvadratkilometer.. Närmaste större samhälle är Oudenaarde, 3,3 km öster om Moregem. 
Trakten runt Moregem består till största delen av jordbruksmark.